# Shanti Celeste
Shanti Celeste (Temuco, Chile) es una DJ y productora de música electrónica chilena-inglesa.

## Biografía
Celeste nació en Chile, pero se mudó al Reino Unido cuando tenía 12 años junto a su madre, quien se casó con un inglés.
Tuvo su primer contacto con la música electrónica en fiestas rave en Lake District a los 15 años. A los 17 años, un amigo y futuro compañero residente de Bristol le enseñó a mezclar vinilos, el DJ y productor Kowton . 
Después de terminar la educación secundaria, Celeste se mudó a Bristol para tomar un curso de ilustración en la University of the West of England. En Bristol, se convirtió en DJ residente en la Super Ultra Mega del Lab Club. A través de esto conoció al DJ Chris Farrell, director del sello discográfico Idle Hands, para quien comenzó a trabajar en la tienda de discos del mismo nombre del sello en 2011. Celeste pasó a codirigir el sello BRSTL con el propio Farrell, asumiendo la asociación comercial creativa de Rhythmic Theory.  Fue en este sello que Celeste lanzó su debut Need Your Lovin' (Baby) en 2013. 
Celeste fue nominada Mejor DJ Revelación en la edición 2015 de los DJ Awards. Al año siguiente, se mudó a Berlín y debutó con su propio sello, Peach Discs.
Celeste ha tenido actuaciones en algunos de los clubes nocturnos, eventos de discotecas y festivales más famosos del mundo, como el club Berghain de Berlín, Corsica Studios en Londres, Freerotation, el festival holandés Dekmantel, Bloc Festival, Boomtown, el Glastonbury Festival y Discwoman, entre otros. 
En 2022 remezcló 'Are We Here?' del dúo británico Orbital.Además de sus tareas como DJ, productora musical y curadora de eventos, también dirige un programa de radio mensual en NTS Radio .  En diciembre de 2018, produjo una mezcla para la serie Essential Mix de BBC Radio 1.  

## Discografía

### Álbumes
- Tangerine (2019) [12]

### Sencillos
- Need Your Lovin' (Baby) (2013)
- Days Like This (2014)
- Being (2015)
- "Untitled" (2017)
- Make Time (2017)
- Moons (2019)
- Cutie (2023)
- Fluffy (2023)